# Jorunn Kvalø
Jorunn Kvalø, née le 15 juillet 1975, est une coureuse cycliste norvégienne.

## Palmarès sur route

### Championnats du monde
- 1997 Saint-Sébastien
  - 27e du contre-la-montre
- 2000 Plouay
  - 29e de la course en ligne

### Palmarès par années
- 1995
  -  Championne de Norvège sur route
  - 2e du championnat de Norvège du contre-la-montre
- 1996
  - 3e du championnat de Norvège du contre-la-montre
- 1997
  - Tjejtrampet
  - 2e du championnat de Norvège sur route
  - 2e du championnat de Norvège du contre-la-montre
  - 5e du championnat d'Europe sur route
- 1998
  - 3e étape de Boels Ladies Tour
  - 3e du championnat de Norvège du contre-la-montre
  - 3e de Grote Herfstprijs Westerbeek
- 2000
  - 6e étape du Trophée d`Or
  - 5e étape de Garcia Tour
  - 3e du Tour de Bretagne féminin
  - 3e de Tour de Bretagne
- 2001
  - 2e du championnat de Norvège du contre-la-montre
- 2002
  - 2e du championnat de Norvège sur route
  - 3e de Tjejtrampet

### Grands tours

#### Tour d'Italie
2 participations
- 1995 : 34e
- 2001 : 27e